# Rhodophaea infixella
Rhodophaea infixella is een vlinder uit de familie van de snuitmotten (Pyralidae). De wetenschappelijke naam van deze soort is voor het eerst voorgesteld als Acrobasis infixella door Francis Walker in een publicatie uit 1866.
De soort komt voor in Zuid-Afrika.